# Поддубный, Алексей Евгеньевич
Алексей Евгеньевич Поддубный (род. 1976) — российский дзюдоист, бронзовый призёр чемпионатов России 2000 и 2002 годов, призёр чемпионатов мира среди военнослужащих, мастер спорта России. В опубликованном в 2006 году Европейским союзом дзюдо мировом рейтинге занимал 140 место. После завершения спортивной карьеры — старший тренер сборной Вооружённых Сил Российской Федерации по дзюдо, имеет воинское звание майор.

## Спортивные результаты
- Чемпионат России по дзюдо 2000 года — ;
- Чемпионат России по дзюдо 2002 года — ;